# Matthias Hack
Matthias Hack (* 22. November 1977 in Linz) ist ein österreichischer Schauspieler und Sprecher.

## Leben
Matthias Hack studierte von 1997 bis 2000 Schauspiel am Linzer Bruckner Konservatorium. Anschließend war er am Landestheater Linz engagiert, 2004 wechselte er ans Linzer Theater Phönix, wo er bis 2014 festes Ensemblemitglied war. Dort war er etwa 2009 in Die Zofen und 2011/12 im Stück Bad Fucking in der Inszenierung des Autors Kurt Palm zu sehen, 2013 in Herr Biedermann und die Brandstifter und der 2014 mit dem Nestroy als Beste Bundesländer-Aufführung ausgezeichneten Inszenierung der Nestroy-Posse Höllenangst. 2014 gastierte er in Noch ist Polen nicht verloren an den Vereinigten Bühnen Bozen.
Seit 2015 widmet er sich vermehrt Arbeiten für Film und Fernsehen, so stand er etwa 2015 für CopStories und 2016 für je eine Episode von Schnell ermittelt und SOKO Donau vor der Kamera, außerdem für die Folgen Begierde und Wut der Fernsehfilmreihe Spuren des Bösen.
Neben seiner Tätigkeit als Schauspieler ist er seit 2001 auch als Sprecher, etwa als Station-Voice für Radio Energy 104.2 (2008 bis 2011), Antenne Steiermark und Antenne Kärnten (seit 2013) und Life Radio (seit 2016) oder für Fernsehdokumentationen tätig.

## Filmografie (Auswahl)
- 2015: Schwarzberg (Kurzfilm)
- 2017: Spuren des Bösen – Begierde
- 2017: Schnell ermittelt – Carlo Michalek
- 2018: SOKO Kitzbühel – Dunkle Wasser
- 2018: Spuren des Bösen – Wut
- 2018: Die Toten vom Bodensee – Die vierte Frau
- 2018: CopStories – Blede Gschicht
- 2018: Der Pass
- 2018: Meiberger – Im Kopf des Täters
- 2019: Watzmann ermittelt – Der Fischer vom Königssee
- 2019: Landkrimi – Steirerkreuz
- 2019: SOKO Donau – Schatzsuche
- 2019: SOKO Donau – Schuld
- 2020: SOKO München – 4 Zimmer, Küche, Tod
- 2020: Die Rosenheim-Cops – Optimisten leben länger
- 2021: SOKO Kitzbühel – Folgen Wolf im Schafspelz, Tiroler Schönheit und Unter Strom
- 2022: Blind ermittelt – Die nackte Kaiserin (Fernsehreihe)
- 2022: Eismayer
- 2024: Biester (Fernsehserie)